# Diógenes Rebouças
Diógenes de Almeida Rebouças (Amargosa, 7 de maio de 1914 - Salvador, 6 de novembro de 1994) foi arquiteto, urbanista, professor, pintor e agrônomo. Seu nome tem grande significado na história da arquitetura e urbanismo modernos da Bahia. Como arquiteto, integrou a equipe do Escritório do Plano de Urbanismo da Cidade de Salvador (EPUCS), criação de Mário Leal Ferreira.
Foi professor do curso de Arquitetura da Universidade Federal da Bahia (UFBA) por mais de três décadas até meados dos anos 1980 e, em 1954, primeiro presidente do Departamento da Bahia do Instituto de Arquitetos do Brasil (IAB-BA). É co-autor, junto com Paulo Antunes Ribeiro, do projeto do Hotel da Bahia, uma das obras da arquitetura moderna baiana mais difundidas internacionalmente e considerada, na época, uma das mais importantes da Bahia e do Brasil. É autor também do projeto arquitetônico do Grande Hotel da CHESF, com vista para o cânion do Rio São Francisco na cidade de Paulo Afonso, na Bahia, executado no início dos anos 70, e que hoje encontra-se desativado. Em dezembro de 2010, o edifício do Hotel da Bahia foi tombado pelo Instituto do Patrimônio Artístico e Cultural da Bahia (IPAC).

## Vida
Nasceu no distrito de Tartaruga no município de Amargosa, Bahia. Antes de ir para Salvador, Diógenes morava em Itabuna. Seu pai era cacauicultor e tinha fazenda naquela região, o que acabou influenciando o jovem a decidir ser engenheiro agrônomo e poder administrar melhor o patrimônio de sua família. Começou a cuidar da fazenda e fazer muitos trabalhos como agrônomo. Porém, isto não era realmente o que ele gostava de fazer. Ele gostava de ler, na época lia muitas revistas de arte. Foi então que começou a projetar algumas casas. A Catedral de Itabuna, que ele considerava seu primeiro projeto de expressão e que reconheceu ser eclética, é desse período.

### Formação Acadêmica
- 1933 - Engenharia Agronômica na Escola Agrícola da Bahia[carece de fontes?]
- 1937 - Desenho e Pintura na Escola de Belas Artes da Bahia[carece de fontes?]
- 1952 - Arquitetura na Escola de Belas Artes da UFBA[carece de fontes?]

## Obras

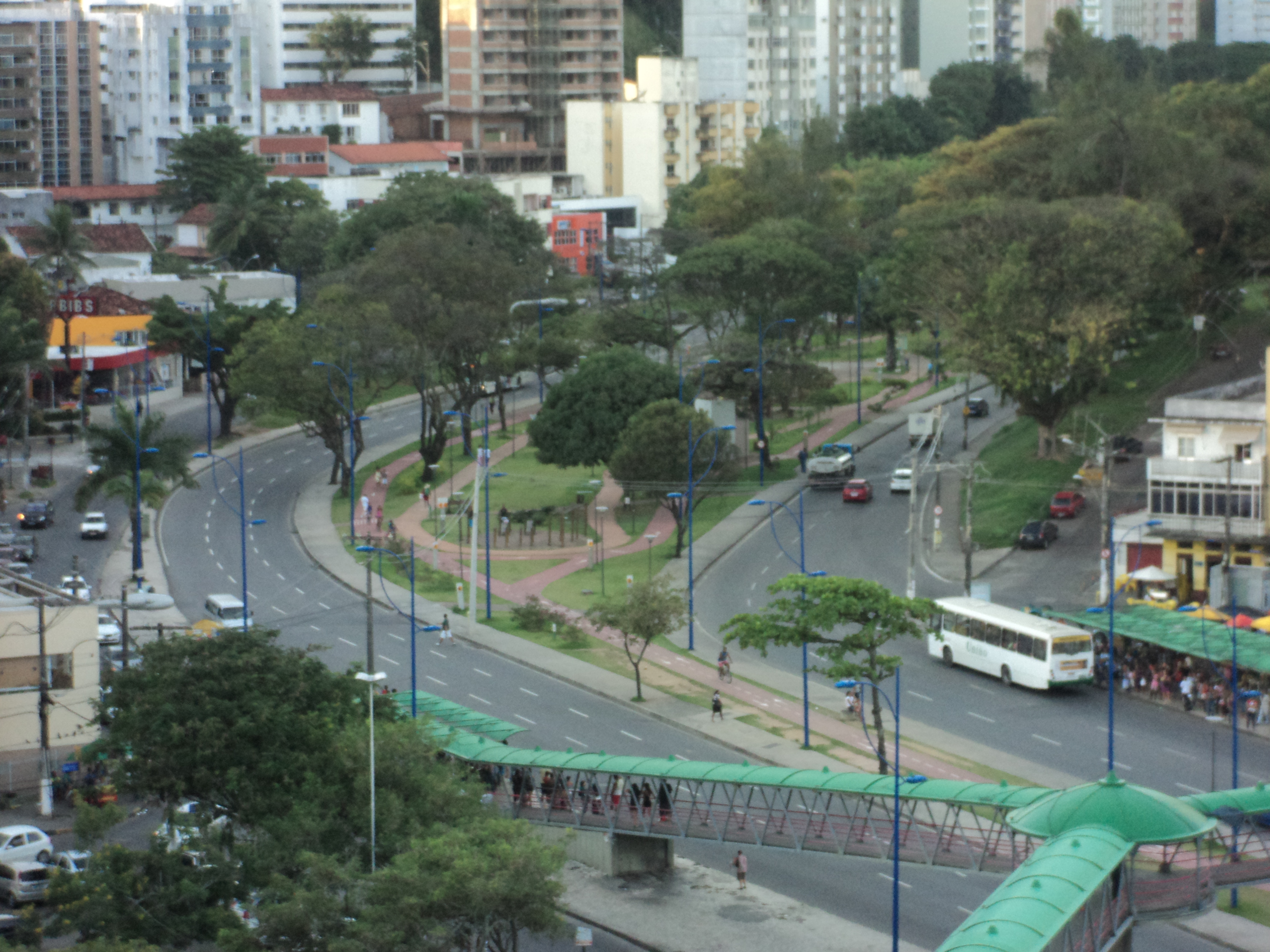
A Avenida Centenário.

Dentre as obras do arquiteto, destacam-se:
- Catedral de ltabuna, 1935-36
- Fonte Nova (Estádio Octávio Mangabeira), 1942-51
- Hotel da Bahia (com Paulo Antunes Ribeiro), 1947-52
- Centro Educacional Carneiro Ribeiro/Escola-Parque, 1950
- Edifício do IPASE, 1952-53
- Edifício Comendador Urpia, 1955-57
- Avenida Contorno, 1958
- Estação Marítima Visconde de Cairu, 1963
- Penitenciária Lemos de Brito, 1951
- Avenida Centenário
- Avenida Lafaiete Coutinho/Avenida Contorno, 1958
- Edifício da Escola Politécnica da UFBA
- Edifício da FAUFBA
- Edifício da Faculdade de Farmácia da UFBA
- Terminal São Joaquim de Ferry Boat
- Grande Hotel, na cidade de Paulo Afonso, para a CHESF